# Elda Tattoli
Elda Tattoli (Bolonia, 1929 – Roma, 2005) fue una actriz y directora de cine italiana.

## Biografía
Tattoli comenzó su carrera en los años cincuenta como actriz teatral en su ciudad, Bolonia. Luego se trasladó a Roma, donde comenzó a trabajar en pequeños papeles en el cine. También trabajó en el mismo período para la televisión, en la cadena RAI, y en la radio. A principios de los años 50 comenzó a trabajar en el doblaje, luego también como asistente de dirección y guionista, hasta 1974, cuando dirigió su primera y única película, Planeta Venus.
En 1955 dio la voz a Julie Newmar en Siete novias para siete hermanos en el papel de Dora.
Murió en Roma en 2005.

## Filmografía seleccionada
- Hércules encadenado, dirigida por Pietro Francisci (1959)
- Non perdiamo la testa, dirigida por Mario Mattoli (1959)
- Saffo, venere di Lesbo, dirigida por Pietro Francisci (1960)
- China está cerca (La Cina è vicina), dirigida por Marco Bellocchio (1967)
- Amore e rabbia, dirigida por Carlo Lizzani (1968)